# Burnelli CBY-3
Die Burnelli CBY-3 Loadmaster war ein Verkehrs- und Transportflugzeug des US-amerikanischen Konstrukteurs Vincent Burnelli, das von dem kanadischen Unternehmen Canadian Car & Foundry hergestellt wurde. Die CBY-3 war der letzte Versuch Burnellis, seine Idee des Auftriebsrumpfes (lifting fuselage) in ein kommerziell erfolgreiches Produkt umzusetzen. Die Bezeichnung wurde aus den Namen der drei an dem Projekt beteiligten Partner abgeleitet. CanCar, Burnelli und Lowell Yerex, „3“ stand für die Anzahl der Partner. Lowell Yerex war ein Neuseeländer, der die Fluggesellschaft Transportes Aéreos Centroamericanos TACA 1931 in Honduras gegründet hatte. Er schloss sich dem Projekt an, nachdem Burnelli ihn davon überzeugt hatte, dass er die CBY-3 nutzbringend in seinem Unternehmen einsetzen könnte.

## Geschichte
Die Cancargo Aircraft Manufacturing Company, eine Tochterfirma der Canadian Car & Foundry, baute und testete die CBY-3 im Jahre 1945. Sie war speziell für den Einsatz unter rauen Bedingungen, wie Busch- und Dschungeleinsatz konzipiert. Der Erstflug fand am 17. Juli 1945 auf dem Cartierville Airport in Quebec (Canada) statt, die Maschine trug das Luftfahrzeugkennzeichen CF-BEL-X.
Da nach den ausgedehnten Testflügen keine Aufträge eingingen, wurde die Maschine mitsamt den Konstruktionsrechten an Airlifts Inc. in Miami verkauft und trug dann das Kennzeichen N17N. In den darauf folgenden Jahren wechselte die Loadmaster mehrfach den Besitzer und wurde auch einige Zeit in Venezuela bei der Rutas Aereas Nacionales S.A. mit dem Kennzeichen YV-X-ERC geflogen.
Danach kehrte die CBY-3 wieder in die USA zurück, nach der Umrüstung auf Wright-R-2600-Triebwerke flog sie für die Burnelli Avionics Corporation und wurde auf dem Friendship International Flughafen von Baltimore stationiert. Es war sogar ein Einsatz bei einer Polar-Expedition geplant, für den die Maschine speziell ausgerüstet wurde. Das Unternehmen wurde jedoch nicht durchgeführt.

## Konzept des Auftriebsrumpfs
Die CBY-3 ist als konsequente Fortsetzung der Konstruktionslinie der vorgehenden Burnelli-Entwürfe, insbesondere der UB-14 anzusehen. Allen Entwürfen von Burnelli lag das Konzept des Auftriebsrumpfes (lifting fuselage) zugrunde. Damit bezeichnete er einen breiten, im Längsschnitt tragflügelprofilförmig gestalteten Rumpf, der eine sehr großzügig dimensionierte Kabine und den Transport sperriger Lasten erlaubte. Außerdem trug der Rumpf wesentlich zum Gesamtauftrieb des Flugzeugs bei. Auch die Triebwerke und das Fahrwerk konnten dadurch im Rumpf untergebracht werden.

## Konstruktion

Aufsicht der CBY-3

Die Tragflächen waren eine Ganzmetallkonstruktion mit zwei Holmen, die durch den Rumpf hindurch liefen und im Bereich der Außenflügel nach hinten gepfeilt waren. Zusätzlich zu den üblichen Flügelklappen gab es eine Hilfsklappe unter dem Rumpf. Auch der Rumpf war in Ganzmetallbauweise ausgeführt. Zwei Heckausleger trugen die Leitwerkseinheit mit einem hoch angesetzten Höhenleitwerk, das über die Leitwerksträger hinaus ragte.
Die drei Höhenruder waren zwischen und außerhalb der Träger angeordnet.
Das Hauptfahrwerk fuhr nach vorne in die Motorgondeln ein, während das einziehbare doppelt bereifte Heckrad im Rumpf untergebracht war.
Anfangs war die Loadmaster mit zwei 14-Zylinder-Sternmotoren Pratt & Whitney R-1830 ausgerüstet, die jeweils 880 kW (1200 PS) leisteten. Der Abstand der beiden Propellerkreise betrug lediglich 40 cm (16 Zoll). Die Tragflächentanks fassten zusammen 2830 l (750 US gal).
Der große Rumpf konnte entweder 22 Passagiere und 2 Besatzungsmitglieder oder entsprechende Fracht in dem 19,9 m³ (700 cu.ft.) großen Laderaum aufnehmen. Über die zwei großen Frachttüren auf jeder Seite konnten Frachtstücke mit bis zu 6,1 m (20 ft.) Länge verladen werden. Mit leichten Modifikationen sollte angeblich auch ein Auto zu transportieren gewesen sein. Die Kabine hatte Abmessungen von 6,10 m (20 ft) × 7,90 m (26 ft) und war an der höchsten Stelle 2,13 m hoch. In der Frachtkonfiguration konnte im Laderaum ein Volumen von 58 m³ genutzt werden. Das Cockpit lag, wie bei den anderen Burnellikonstruktionen auch, in der Tragflächenvorderkante zwischen den beiden Triebwerken und bot eine sehr gute Sicht nach vorne und gute Überlebenschancen bei einem Unfall. Eine Toilette und eine Küche waren im hinteren Teil des Rumpfs untergebracht.

## Verbleib
Nach dem Tode Burnellis im Jahr 1964 sicherte sich seine Witwe das Flugzeug für die Connecticut Aeronautical Historical Association. Das einzige verbleibende Burnelli-Flugzeug ist heute im New England Air Museum in Windsor Locks, Connecticut ausgestellt. Das Museum plant die seit vielen Jahren im Freien abgestellte CBY-3 für eine statische Präsentation in einer Halle wieder vollständig aufzubauen. Die zwei fehlenden R-2600-Triebwerke sollen durch solche aus Museumsbeständen ersetzt werden.

## Technische Daten
| Kenngröße             | Daten                                                                                       |
| --------------------- | ------------------------------------------------------------------------------------------- |
| Besatzung             | 2 (Kapitän und Copilot)                                                                     |
| Passagiere            | 22                                                                                          |
| Länge                 | 16,4 m (53 ft 11 in)                                                                        |
| Spannweite            | 26 m (85 ft 5,5 in)                                                                         |
| Höhe                  | 6,3 m (20 ft 8 in)                                                                          |
| Flügelfläche          | 102,83 m² (1106,9 sqft)                                                                     |
| Leermasse             | 7675 kg (16.900 lb)                                                                         |
| Startmasse            | 12.270 kg (27.000 lb)                                                                       |
| Dienstgipfelhöhe      | 7300 m (24.000 ft)                                                                          |
| Höchstgeschwindigkeit | 382 km/h (237 mph)                                                                          |
| Reisegeschwindigkeit  | 275 km/h (170 mph)                                                                          |
| Reichweite            | 1650 km (1025 ml)                                                                           |
| Triebwerke            | 2 × luftgekühlte Sternmotoren Pratt & Whitney Twin-Wasp R-1830 mit jeweils 880 kW (1200 PS) |